# Martin Gabriel
Martin Gabriel (* 17. srpen 1987, Trnava) je slovenský fotbalový obránce, momentálně působící v týmu Birżebbuġa St. Peters FC.
S fotbalem začal v rodné Trnavě, kde byl až do roku 2004. Poté byl poslán do týmu FC Mistelbach, kde se ale za celou sezonu neuplatnil. Vrátil se tedy zpět do Trnavy, kde začal podávat standardní výkony, kterých si v létě 2007 všimla pražská Slavia a stáhla si ho do svého týmu. Zprvu nastupoval v třetiligové rezervě, po sérii zranění v obranných řadách Slavie byl však povolán do prvního týmu. Premiéru si odbyl v Poháru ČMFS, Slavia však podlehla divizní Líšni a sám Gabriel byl po zranění střídán ve 23 min. Po sezone ve Slavii zamířil opět na Slovensko, kde působil v SFM Senec a po roce zamířil na Maltu, kde působil v klubu Birżebbuġa St. Peters FC.